# Arabesque
Az Arabesque együttes 1977-ben alakult az NSZK-ban, Frankfurt városában. A dallamos diszkóslágereket éneklő női trió 1985-ig létezett. Legsikeresebb felállásuk: Michaela, Sandra és Jasmin. Nyugat-Európán kívül főleg a Szovjetunióban és Japánban voltak különösen népszerűek. 2006 végén Michaela két új énekesnővel Arabesque néven adott koncertet Moszkvában, valamint szóba került egy japán turné és egy új nagylemez is.

## Tagok

### Alapítók
- Michaela Rose (1977–1985, 2006-tól)
- Mary Ann Nagel (1978 szeptemberében kivált)
- Karen Ann Tepperis (1978 decemberében kivált)

### Később csatlakoztak
- Heike Rimbeau (1978. szeptember – 1979. január)
- Elke Brückheimer (1979. január – 1979. június)
- Jasmin Elizabeth Vetter (1978 decemberétől 1985-ig)
- Sandra Cretu (1979 júniusától 1985-ig)
- Sabine Kaemper (2006-tól)
- Silke Brauner (2006-tól)

## Karriertörténet
Az Arabesque 1977-ben szállította pályafutása első, s talán legemlékezetesebb slágerét Hello Mr. Monkey címmel, amely Japánban a toplista élére került. A sikeres kislemeznek köszönhetően a három csinos, kellemes hangú énekesnő 1978-ban nagylemezt készíthetett, melyre a dalokat pártfogóik, a Jean Frankfurter–John Moering kettős írta, akárcsak a későbbiekben. A Friday Night című LP kelendőnek bizonyult, ezért 1979-ben már jött a következő, a City Cats. A két album között a trió felállása kissé megváltozott. Előbb Mary Ann, majd Karen Ann távozott az együttesből. Karen Ann helyére Jasmin érkezett. Mary Ann pótlása nehezebben ment: Heike és Elke után végül a 17 éves, tehetséges, s az NSZK-ban már nem is teljesen ismeretlen Sandra csatlakozott a trióhoz. Ettől kezdve egészen az Arabesque feloszlásáig az együttes dalai főleg Sandra énekhangjára épültek, míg a koreográfiákat többnyire Jasmin dolgozta ki. 1980-ban értek fel pályájuk csúcsára. Ebben az esztendőben két albumot is kiadtak olyan slágerekkel, mint a Marigot Bay, a Take Me, Don’t Break Me vagy a Midnight Dancer. 1981-es nagylemezük, az In For A Penny sem okozott csalódást az eurodisco kedvelőinek, a címadó dal mellett főleg a vidám Billy’s Barbeque volt népszerű. Azonban az Arabesque sem volt próféta saját hazájában: a trió németországi népszerűsége eltörpült távol-keleti sikerei mellett, ezért ügyes menedzserei elsősorban a japán piac igényeit tartották szem előtt. A távoli szigetországban a Boney M., a Dschinghis Khan és a magyar Neoton Família (külföldön: Newton Family) mellett az Arabesque volt a legkedveltebb európai popzenekar.
Az 1980-as évek elején az eurodisco háttérbe szorult, s a műfaj korábban oly kedvelt sztárjai nem tudták megőrizni népszerűségüket a Neue Deutsche Welle és az új angol popsztárok árnyékában. A japán piacnak köszönhetően az Arabesque munkatempója ugyan nem csökkent, de a háttérben már érlelődött a feloszlás gondolata. Sandra 1983-ban szólóban próbálkozott, ám az Alphaville akkoriban aktuális slágere, a Big In Japan német nyelvű feldolgozásával nem lett túl sikeres. Két évvel később azonban a Maria Magdalena című angol nyelven előadott dal révén az első számú német popdíva lett, s ezt a pozícióját férje, a román származású Michael Cretu szerző-producer-énekes jóvoltából lényegében évekig meg tudta őrizni. Sandra kiválása az Arabesque végét jelentette. A trió stílszerűen a Time To Say Good Bye (Itt az ideje búcsúzni) című albummal fejezte be pályafutását. Jasmin és Michaela megpróbálták duóban folytatni, de a Rouge névre átkeresztelt kettős lemezei nem keltettek különösebb visszhangot.
2006. december 16-án az Arabesque Moszkvában lépett fel egy nosztalgiafesztiválon. Michaela Rose mellett két új énekesnő, Sabine Kaemper és Silke Brauner lépett színpadra. Az orosz sajtó tudósításai szerint a megújult Arabesque turnét tervez Japánban, s egy új nagylemez is szóba került.

## Ismertebb lemezeik

### Albumok
- 1978 Friday Night
- 1979 City Cats (Peppermint Jack címmel is kiadták)
- 1980 Marigot Bay
- 1980 Arabesque IV
- 1981 Greatest Hits
- 1981 In For A Penny (Billy’s Barbeque címmel is kiadták)
- 1982 Caballero
- 1982 Why No Reply
- 1982 Everybody Likes Arabesque
- 1982 Fancy Concert – Live!
- 1983 Dance Dance Dance (Loser Pays The Piper címmel is kiadták)
- 1983 Radio Arabesque
- 1984 Arabesque Best Collection
- 1984 Time To Say Good Bye

### Kislemezek
- 1977 Hello Mr.Monkey / Buggy Boy
- 1978 Friday Night / Six Times A Day
- 1978 Friday Night / Someone is Waiting For You
- 1979 City Cats / In The Heat Of The Disco Night
- 1979 Peppermint Jack / Roller Star
- 1980 Take Me Don´t Break Me / Parties In The Penthouse
- 1980 Marigot Bay / Hey, Catch On
- 1981 In For A Penny / I Don’t Wanna Have Breakfast With You
- 1981 Indio Boy / Let’s Make A Night Of It
- 1982 Tall Story Teller / Caballero
- 1983 Why No Reply / Don’t Fall Away From Me
- 1983 Sunrise In Your Eyes / You Better Get A Move On
- 1985 Time To Say Goodbye / Stop Crying For The Moon
- 1986 Ecstasy / Ecstasy (Another Version)
- 1998 Hello Mr. Monkey (Remix)
- 2008 Margiot Bay 2008 (feat. Michaela Rose)
- 2014 Dance Into The Moonlight (feat. Michaela Rose)